# Fränking (Weichs)
Fränking ist ein Gemeindeteil der Gemeinde Weichs im oberbayerischen Landkreis Dachau.

## Geschichte

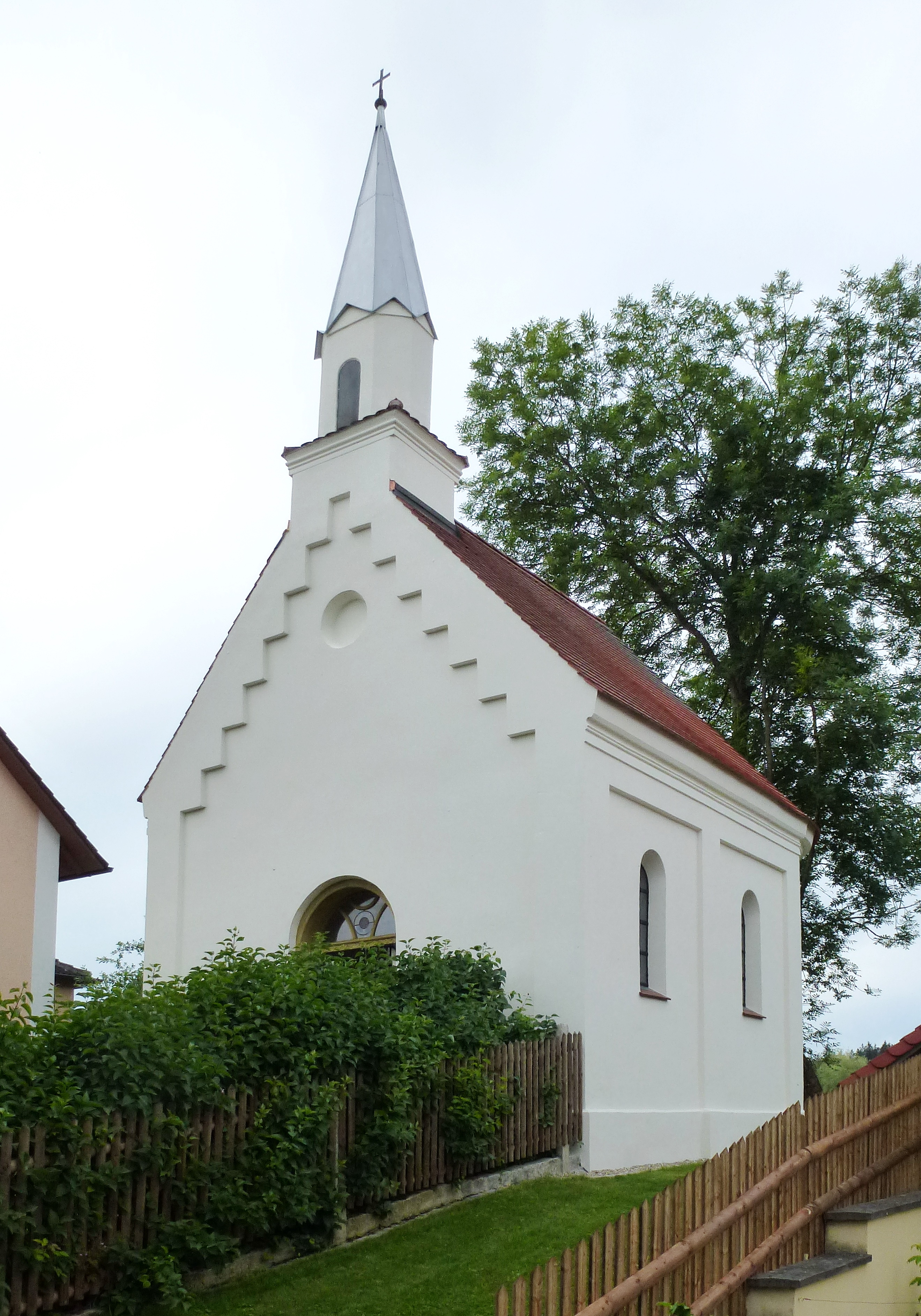
Marienkapelle in Fränking

Das Dorf Fränking wurde erstmals 1280 als Frechingen („Sippe des Franko“) erwähnt; es gehörte ursprünglich zur Hofmark Weichs. Teile des Hofmarkbesitzes waren später durch Stiftungen in Klosterbesitz (Kloster Indersdorf, Kloster Altomünster) übergegangen. Um 1760 war Fränking ein Teil der Hauptmannschaft Gundackersdorf.
1867 ließ Graf Sprety aus Unterweilbach die Marienkapelle erbauen.
Von 1818 bis 1972 wurde der Ort der Gemeinde Ainhofen zugeordnet. Seit 1972 ist Fränking ein Ortsteil von Weichs.

## Einwohner
Fränking hat ca. 95 Einwohner.